# Konzervatorska palača
Konzervatorska palača ("Il Palazzo dei Conservatori"), izvorna imena Palazzo Caffarelli, palača je u Rimu na Kapitolu. Sagrađena je u srednjem vijeku za lokalne rimske magistrate (naslov im je na talijanskom conservatori dell' Urbe) na vrhu hrama iz 6. stoljeća pr. Kr posvećenom Jupiteru nazvanom "Maximus Capitolinus". Prvi se put rabio divovski red koji se prostirao na dva kata s pojasom korintskih stupova i supsidijarnih jonskih stupova koji su ograđivali prizemne otvore lođe i prozore na prvom katu. Drugi divovski red služio je kasnije za eksterijer bazilike sv. Petra. Njegovo pročelje obnovio je Michelangelo tijekom 1530.-ih, kao i drugi umjetnici nekoliko puta kasnije.